# تاریخچه ساخت‌وساز

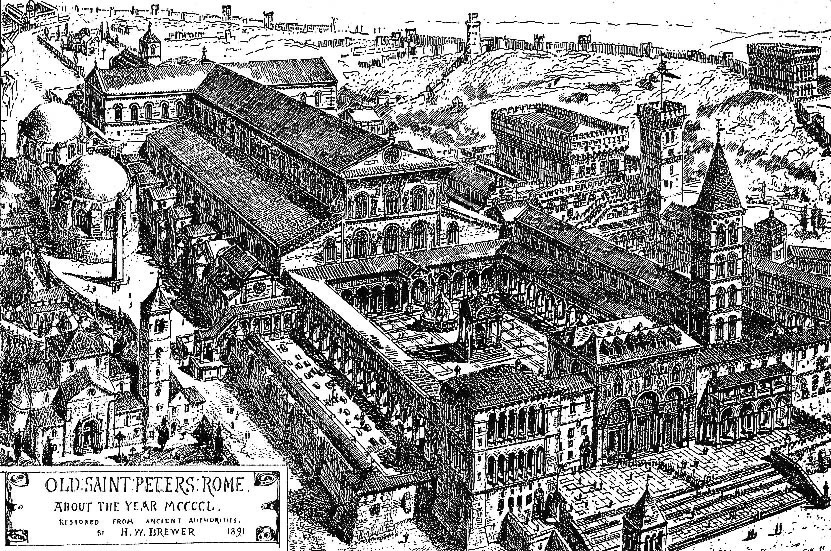
یک سازه قدیمی

سیر تحول ساخت مسکن و دسته‌بندی ساختمان‌های مسکونی به شرح زیر است

## تاریخچه
بر اساس متون تاریخی و برخی از بناهای برج و بارودار اوایل سده‌های میانه که باستان شناسان شوروی سابق مورد کاوش قرار داده‌اند، این نوع بناها در آسیای میانه بیشترین حضور را داشته‌اند. با تثبیت مرزهای جهان اسلام، فعالیت مبارزان در راه دین کاهش یافت، ولی بناهایی که در بین راه‌ها ساخته شده بودند، جهت اسکان مسافران همچنان باقی ماندند.
رباط سوسه در تونس که احتمالاً بین سال‌های ۷۷۱ و ۷۸۸ تأسیس شده، یک ساختمان مربعی شکل دو طبقه با برج‌های زاویه‌ای و یک ورودی مستحکم و حیاط باز با حجره‌های پیرامونی است و با مسجد ستون داری که در نخستین طبقه و در بالای درب ورودی قرار گرفته آن را از نظر پلان با کاروانسراهای عصر خود متمایز کرده‌است.
از دیگر نمونه‌های رباط‌ها در مغرب زمین به ""رباط ملک"" که تقریباً یک سده بعد بر سر راه بخارا و سمرقند بنا شده‌است، می‌توان نام برد که ظاهراً شبیه به یک قلعه است. نمای پیشین تورفتهٔ آن یادآور عمارات قصر گونهٔ همان منطقه است. این رباط نیز دارای برج‌های زاویه‌ای و پایه‌های نیم دایره‌ای می‌باشد و آرایش فضاهای داخلی آن با اتاق‌هایی که به حیاط مرکزی متصل می‌شود نشان از حقیقت فرم کاروانسرایی بودن آن دارد.
ابن حوقل، جغرافیدان قرن دوازدهم، به رباط‌ها و کاروانسراهای شهری در منطقه ی"پالرمو"اشاره می‌کند که در آن زمان برای تجمع مسافران ساخته شده بودند و اما در جهان مدرن و با پیشرفت‌های زندگی بشر، اقامتگاه‌ها شکل تازه‌ای به خود گرفته و در اغلب عناوین مختلف با کاربری‌های گوناگون و شرایط مالی و اقتصادی استفاده کنندگان در بافت‌های شهری سراسر جهان توسعه یافته‌اند. در دورهٔ سلجوقی حدود صد کارواسرا در مناطق آناتولی و ترکیه ساخته شده‌است.
فضاهایی همچون هتل، متل، سوئیت، هتل آپارتمان، مراکز جهانگردی، ویلاها و کمپ‌های جهانگردی و غیره. از دسته فضاهایی هستند که در نقاط مختلف ارائه خدمات می‌نمایند صنعت هتلداری نوین آغاز خود را به کشورهای اروپایی خصوصاً سوئیس مدیون است. این صنعت در ابتدا در ساختمان های کوچک و محقری که برای گشودن آن‌ها از کلیدهای چوبی استفاده می‌شد. شکل گرفت و در همین هتل‌های کوچک انواع خدمات و سرویس‌ها به مشتریان عرضه می‌گردید. صاحبان هتل‌ها بیشتر طبقهٔ ثروتمند و اشارف بودند. کلمه «hotel» از حدود سال‌های ۱۷۶۰ میلادی برای نامیدن مراکز اقامتی به کار گرفته شد.
رشد واقعی و تکامل این صنعت در آمریکا با گشایش «سیتی هتل» در نیویورک در سال ۱۷۹۴ آغاز شد و این نخستین ساختمانی بود که به ارائه خدمات مربوط به هتلداری اختصاص می‌یافت. فعالیت‌های این مرکز به ایجاد انگیزش و رقابت در میان شهرهای دیگر انجامید به‌طوری‌که سرمایه‌داران متعدد به این صنعت روی آوردند و هتلهای چندی تأسیس کردند، اما گسترش افسانه‌ای و شگفت‌آور این صنعت به سال‌های قرن بیستم بر می‌گردد. سال ۱۹۳۰ میلادی با رویدادی در رکورد صنعت جهانگردی روبه رو بوده، ولی در آغاز دههٔ ۱۹۵۰ شکوفایی این صنعت در کل دنیا دیده شد. مراکزی نیز با نام مُتل تنها در آمریکای شمالی ساخته شدند. تأسیس هتل‌های زنجیره‌ای در همین زمان و به منظور مشارکت سرمایه داران شروع شد. هتل‌های زنجیره ای‌هایت، شرایتون، هالیدی، هیلتون، پلازا و غیره از این دسته‌اند.

## کوته مرتبه
این گونه ساختمان‌ها بسیار ناهمگن بوده، تمامی فرم‌های ساخت‌های متمرکز غیر شهری از جمله: شکل‌گیری خانه‌های یک خانواری، مجموعه کاپت، ساختمان‌های یک یا چند ردیفی، چند طبقه‌هایی که در آن‌ها آپارتمان‌ها برهم انباشته و به هم متصل هستند و برای شکل‌گیری سکونت با هم درمی‌آمیزند، شکل‌گیری «شهرهای جدید» انگلیسی تا مجموعه‌های بسیار کوچک درون‌شهری را در بر می‌گیرند.
در این گونه مجموعه‌ها، شاهد مرزبندی بسیار دقیق بین فضاهای خصوصی، نیمه خصوصی، نیمه عمومی و کاملاً عمومی هستیم بنابراین اختصاص منابع و فضای بسیار برای دستیابی به اهداف دسترسی کاملاً پذیرفته شده‌است به گونه‌ای که هر یک از ساکنان بتوانند ورودی شخصی خود را داشته باشد، خواه این دسترسی از راه پله‌های بیرونی یا شکاف دهندهٔ حجم ساختمان، از سمت خیابان در تراز همکف یا حاصل تراس بندی مصنوعی یا طبیعی باشد.

## خانه‌های ردیفی
در خانه‌های یک خانواری که به صورت ردیفی طراحی می‌شوند، آزادی‌های طراحی کمتری مطرح است. در اینجا فضاهای بیرونی کاملاً به عرصه‌های عمومی یا نیمه عمومی بر ساختمان و باغ خصوصی در حیاط پشتی تقسیم می‌شوند. فضای سبز خصوصی و تقلیل یافته در این گونه ساختمان‌ها را می‌توان به شیوه‌های مختلف از جمله پرچین، دیوار، حصار، آلاچیق و پارکینگ دیوارک بندی کرد. جهت‌گیری ساختمان فقط به دو سمت امکان‌پذیر است. این گونه بناها در دوره‌های برنامه‌ریزی شهری، دارای ارتفاع، عرض و عمق انعطاف‌پذیر هستند بدین گونه می‌توانند طرح‌های کلی متفاوتی داشته باشند.
این ساختمان‌ها، به علت تراکم مطلوب غالباً در دو طبقه یا بیشتر هستند. چیدمان سادهٔ فضای عملکردی آن‌ها به صورتی که نشیمن در قسمت زیرین و اتاق خواب در قسمت بالا باشد، در گونه‌های جدیدتر خانه‌های ردیفی، به صورت ارتفاع متفاوت اتاق‌ها و گونه‌های دو ترازه که دارای فضاهایی سیال است طراحی می‌شوند. آنچه هنوز بسیار کمیاب است ساختمانی ردیفی است که پوستهٔ فضایی آن توسط ساکنان خانه تقسیم‌بندی شده باشد. پلان‌های جدید، با چرخش، تورفتگی و پس رفتگی از یکنواختی خانه‌های ردیفی می‌کاهند.

## خانه‌های دوبلکس
خانه‌های دوبلکس، خانه‌هایی ویژه‌اند؛ این گونه خانه‌ها برخلاف خانه‌های یک خانواری، معمولاً بسته به خواست‌های ساکنان طراحی نمی‌شوند بلکه به صورت خانه‌های ردیفی ساخته و خریداری می‌شوند و مانند خانه‌های یک خانواری دارای مزیت‌هایی از جمه ملک شخصی، راه ماشین روی شخصی، فضای سبز از سه سمت، بازسازی، الحاق و غیره نیز هستند. از طرف دیگر، معمار می‌بایست که خواسته‌های دیگری را برآورده سازد: بهینه‌سازی پلان- طبقهٔ استاندراد، جهت‌گیری سه سویه (در صورت ساخت واحدهای دوبلکس، جهت‌گیری دو سویه است)، ایجاد دیوارکی (بصری و صوتی) میان همسایه‌ها و تقلیل هزینه‌ها. به لحاظ دوره‌های شهرسازی، ساختمان‌های دوبلکس دارای مشکلاتی مشابه خانه‌های یک خانواری هستند مگر اینکه بخشی از شهرکی برنامه‌ریزی شده و از پیش طراحی شده، باشند.

## خانه‌های کوشکی
خانه کوشکی از مطلوب‌ترین گونهٔ مسکن به حساب می ایند چرا که زمین و ملک شخصی، ورودی اختصاصی، ماشین خانواده در ملک شخصی، باغچهٔ شخصی و پلان – طبقه‌ها در این خانه مستقیماً با سلیقه مالک طراحی می‌شوند. در این تقسیم‌بندی، مبنای اصلی، خانه‌های یک خانواری با طراحی معماران است – نه املاک خریداری شده و نه ساختمان‌های پیش ساخته. هر خانهٔ یک خانواری _دور از قوانین ساخت و ویژگی‌های صوری) جداگانه طراحی شده. کاملاً آزادانه عمل می‌کند از جلمه: جهت‌گیری به تمامی جهات. فرم گرایی تا بی‌نهایت و امکان‌پذیری الحاقات و تغییرات. در طراحی این ساختمان‌ها مورد زیادی برای مقایسه با تبدیل وجود ندارد بنابراین در این کتاب کارها تک به تک به عنوان مجموعه گردآوری شدهٔ راهبرد مسکونی و ایدهٔ پلان-طبقه‌ها آورد شده‌اند و در اینجا به بهترین حالت بیان می‌شوند. خانهٔ یک خانواری. هیچ شکل‌گیری فضایی در برنامه‌ریزی شهری راشامل نمی‌شود بلکه غیر اقتصادی نیز می‌نماید چرا که مخارج بالای هر واحد آن و استفادهٔ بسیار ازاراضی شهری و بی نقشه بودنشان در فضای شهری بر این ویژگی تأثیر می‌گذارد.

## خانه‌های پلکانی
خانهٔ پلکانی طبیعی معمولاً در سراشیبی و تنها از یک سو آفتاب‌گیری و تهویه می‌شود – آپارتمان‌های ایستاده بر بالای یکدیگر، اساساً خانه‌هایی با حیاط مرکزی محسوب می‌شوند که باغچه و حیاط آن‌ها در بهار خواب بزرگ مقابل آنهاست. برای اینکه بتوان به این راهبرد مسکونی، حتی بدون وجود هیچ تپه‌ای دست یافت، خانه‌های پلکانی دو سویه به صورت تپهٔ آپارتمانی)) طرح‌ریزی شدند که از دو سوی پله‌ها شکل می‌گیرد و در فضای غیر نورگیر بزرگ درونی دسترسی‌ها و فضاهای پارک را جای می‌دهد. شکل‌گیری دیگر این نوع آپارتمان، آپارتمان پلکانی یک سویه است که در سمت سایه دار آن (که توسط پیش آمدگی پوشانده شده‌است) دارای عناصر دسترسی است. تراس بندی‌ها معمولاً فقط در جهت آفتاب گیر ساخته می‌شود البته استثناهایی نیز وجود دارد. برای مثال، نمونهٔ یک بلوک شهری تاریخی که در دو سو تراس بندی شده معروف‌ترین تپهٔ آپارتمانی در این نوع، طرح «هاپیتات» از موشه صفدی است که تریکیبی از آپارتمان‌های مرتبط، بهار خواب‌های در هم تابیده و راه‌های عمومی و نیمه عمومی افقی و عمودی است. کیفیت بالای این مفهوم کسمونی، به سبب عرصه‌های داخلی بزرگ و سخت – کاربرد. هزینه‌های بالایی را نیز به دنبال دارد. زندگی در این گونه ساختمان، بر مهم‌ترین اصل – زندگی در فضای نیمه عمومی – استوار است اما مشکل گریز ناپذیر و موجود در این ساختمان مبنی بر چیدمان بلوک بهداشتی است و این به علت لوله کشی مشکل آفرین و احتمالاً پر سروصدای آن است. خوابش مبتکرانهٔ انجام شده از این ایده، انباشت خانه‌های پلکانی است که مشرف به باند بزرگراه است.

## برج‌های مسکونی
این دانش واژه دقیقاً روشن نیست؛ برج‌های مسکونی، طبق مقوله‌های منتخب این بحث لزوماً سختمان بلند مرتبه نیستند، بلکه فرمی ویژه از ساختمان‌سازی چند طبقه‌اند. این ساختمان‌ها آزادانه در سایت قرار گرفته‌اند به گونه‌ای که از جهت‌گیری در تمام جهات جغرافیایی بهره می‌برند و تمامی واحدها را پیرامون یک هستهٔ دسترسی (چه بیرونی و چه درون) سازمان می‌دهند. اینکه آیا برجی ساخته شود یا خیر، تصمیمی کاملاً برانگیخته از معیارهای برنامه‌ریزی شهری است چرا که ارتبطا اقتصادی بین مساحت هستهٔ ساختمان و مساحت آپارتمان‌ها می‌تواند به صورتی کمیاب تر بر حسب حدود ارتفاع ساختمان‌ها (حداقل اندازهٔ هسته، سازه) به دست آید. نمونه‌ای از تنوع کاربرد مرتبط هسته، پاگرد بزرگ و مشترک پیرامون هستهٔ دسترسی و یاهسته‌ای منفک با بال‌های مسکونی بیرون زده است. آپارتمان‌ها عمدتاً قادر به جهت‌گیری یک سویه و به ندرت دو یا جند سویه (در صورت وجود بال‌های بیرون زده از ساختمان یا پلان – طبقهٔ مواج) هستند. پلان خوب، پلانی است که حداقل آپارتمان‌هایی صرفاً با نورگیری از شمال را داشته باشد. ممکن است گونه‌های آپارتمانی متفاوت وجود داشته باشد لیک این نکته نباید فراموش شود که در ارتفاع آن‌ها بیش از ارتفاع معین ایوانکی اختصاصی داده نشود و به جای آن از گلخانه یا ایوان پوشیده استفاده شود (به علت بادگیر بودن) بنابراین منظر به کیفیت مطلوب زندگی بدل می‌شود. فضای پارکینگ و فضاهای تأسیسات عمومی، عمدتاً در این گونه ساختمان‌ها در نظر گرفته شده‌است. استفاده از فضاهای سبز در این گونه خانه‌ها مشکل است (خطر ارتفاع گرفتن آنها).

## ساختمان‌های خود ایستا
نوعی ساختمان بدون ساختمان‌های محدودکنندهٔ مجاور که موقعیت آن ضرورتاً به جهت‌گیری مربوط می‌شود یعنی در موارد ایده‌آل، این بلوک به شکلی قرار می‌گیرد تا جهت گیری‌های ایده‌آلی نیز به وجود آیند. در این گونهٔ ساختمانی مجزا، پیش فرض، قطعه زمینی به اندازه‌ای بزرگ است تا بتواند بلوک مشخصی را آزادانه بنمایاند پس بنابراین این بلوک می‌تواند ساختار پلان شهری خود را داشته باشد. (از این نظر آن‌ها را با ساختارهای محصورکنندهٔ فضا مقایسه کنید) این بلوک عموماً به مثابهٔ مدول شهری، شامل آپارتمان‌های زیادی می‌شود. بلوکی با جهت‌گیری شرقی-غربی موجودیت ساختمانی عمیق‌تر (در آپارتمان‌های رو به غرب یا شرق) با کارایی اقتصادی بیشتر را فراهم می‌کند در حالی که آپارتمان‌های ردیف‌های جهت شمالی- جنوبی، (آپارتمان‌هایی با فضاهای عبوری) ضرورتاً کم عمق ترند. خصوصاً در دهه‌های ۶۰–۱۹۵۰ و ۷۰–۱۹۶۰ ساختمان‌های ردیفی تحت تأثیر ضابطهٔ کارایی اقتصادی شکل می‌گرفتند و همچنین معماران تمایل داشتند فضاهای نیمه عمومی (مناطق ورودی، نه چندان صمیمانه، پاگردهایی بیش از حد کم عرض در مقابل آسانسورهاو…) را به حداقل برسانند و هنوز امکانات عمومی از قبیل آنبارها، پارکینگ‌ها، کودکستان‌ها و … اغلب به دلیل اندازهٔ خود ساختمان، منطقی به نظر می‌رسید (ارتباط مطلوب مناطق قابل استفاده و کمکی). فضای سبز عمومی بین ردیف‌ها. تقریباً همیشه نقشی بیش از سطحی فاصله‌گذار ندارد مگر اینکه آپارتمان‌های واقع در همکف با باغچه‌های خصوصی به یکدیگر متصل شوند. این بلوک ساختمان. وظیفهٔ خود را حداکثر تأمین آپارتمان‌هایی با بیشترین کیفیت در کارایی، در کل ساختمان می‌داند و شکل‌گیری هر نوع آپارتمانی را امکان‌پذیر می‌سازد: آپارتمان‌هایی که افقی یا عمودی، سازماندهی شده‌اند از آپارتمان‌های کوچک متداول گرفته تا اتاق‌های زیر شیروانی، دوبلکس‌ها، دوترازه‌ها، آپارتمان‌های دارای سه سرویس و غیره. اندازه مدول شهری امکان برخورداری از انتخاب‌های متوع دسترسی را به ما می‌دهد (حتی در توسعه‌ای منفرد) که می‌تواند به شکل پاگردها، رواق‌ها، راه‌های عبور درون ساختمان و حتی چاه پله‌های متوالی، نمود پیدا کند.

## ساختمان‌های منفرد
در این مقوله دو گونهٔ ساختمان منفرد کوشکی را دسته‌بندی کرده‌ایم: گونهٔ کوچک که چون خانه‌های چند خانواری یا ویلای شهری نیز خوانده می‌شود و گونهٔ بزرگ که به راستی ساختی «منفرد» است. گونهٔ کوچک که متداول‌تر نیز هست، گونه‌ای است مختلط که امتیازات خانهٔ تک خانواری (از جمله مجاورت باغ، تعداد اندک ساکنان و هم ذات پنداری آن‌ها با ساختمان، احساس حریم شخصی) را در ساختمانی چند خانواری فراهم می‌کند. تراکم اندک این گونه، آن‌ها را بیشتر به صورت گونهٔ حومه‌ای در ذهن مجسم می‌کند اما در برخی موارد آزمایشی، با جای دادن آن‌ها در ردیف‌هایی چون ساختارهای بلوکی، ویلاهایی شهری نیز در بافت شهری استفاده شده‌است. در این نوع، جهت‌گیری ساختمان به هر چهار جهت اصلی امکان‌پذیر است. در بیشتر مواقع، دسترسی به این ساختمان‌ها از مرکز تأمین می‌شود. هر گونه تنوع در فروم‌های آپارتمانی را در این گونه می‌توان تصور کردن اما اغلب واحدهای مسکونی هم شکل به سبب حجم کوچکشان در کنار یکدیگر انباشته می‌شوند. در اینجا ارتباط با فضاهای سبز چون عاملی مؤثر در کیفیت زندگی تقدم می‌یابد؛ از جمله دسترسی مستقیم به باغچه‌های شخصی) در آپارتمان‌های طبقهٔ همکف) یا گلخانه‌ها، ایوان‌های پوشیده، بهار خواب‌های بامی به علاوهٔ زمین چمن مشترک. این ساختمان‌ها به سبب قیمت‌های بالای املاک در نواحی مرکز شهر که عمدتاً خانه دیوارهای خارجی مشترک دارد، پر هزینه‌اند. برای ارائهٔ گونه‌هایی از این نوع خانهٔ چند خانواری، نمونه‌هایی از تعبیرهایی جدید و بزرگ- مقیاس از خانهٔ دارای حیاط مرکزی را اضافه کرده‌ایم که کوچکتر از بلوک شهری و در عین حال بزرگ‌تر از خانهٔ دهلیزدار (آتریومی) سنتی است. آنچه در این نمونه‌ها توسعه یافته‌است نوع جدیدی از بلوک ساختمانی شهری است که از تضاد دو بخش خانه‌ای با حیاط مرکزی در جهت برخورداری از بهترین امتیازات از جمله: ناحیهٔ عمومی در نسبت به ایجاد تجمعی که در طراحی مشخصه‌های دسترسی و در طراحی خود حیاط مرکزی به چشم می‌خورد. کمتر بر ایجاد فضای سبز تأکید می‌شود. مقیاس و فرم این گونه، بسیاری از امتیازات مزبور ساختمان‌های منفرد را تضمین می‌کند
خانه یکی از مهم‌ترین نیازهای بشر برای بقاء و تداوم اوست. اگر توجه داشته باشیم در زمان‌های بسیار دور سرپناهی برای محافظت از عوامل جوی و همچنین حیوانات بوده‌است.

## ساختمان پیمونی
فکر تهیه قطعات پیش‌ساخته به قرن هفدهم بر می‌گردد. انگلیسی‌های مقیم آمریکا، از دیوارهای پیش ساخته‌ای که از قاب‌های چوبی تشکیل شده بودند، استفاده می‌کردند؛ چرا که به راحتی در داخل انبار کشتی جا داده شده و قابل حمل بودند. آن‌ها مدت کمی برای ساختن مسکن- از لحظه رسیدن کشتی به مهد تمدن جدید تا شروع فصل سرما- فرصت داشتند؛ لذا می‌بایست در کوتاه‌ترین مدت و با حداقل زحمت بتوانند سر پناهی برای خود تهیه کنند. این وضعیت اضطراری منجر به پیدایش سیستمی آمریکایی معروف به قاب چوبی شد که تا امروز هم کاربرد دارد.
در اروپا، فکر پیمونی کردن ساختمان‌ها در اواخر قرن نوزدهم شکل گرفت و انقلاب صنعتی در مسیر خود با پیدایش مواد ساختمانی جدید مانند تیرآهن و دیگر فراورده‌های فلزی، فولاد و بالاخره بتن مسلح، موجب سرعت بخشیدن به ایجاد ساختمان‌های صنعتی و پیمونی شد.
کمبود نیروی کار بعد از جنگ جهانی دوم، محرک واقعی تسریع اجرای ساختمان‌های پیمونی در کشورهای مختلف شد.
در انگلستان، شهرداری هرتفورد شایر در سال ۱۹۴۸ سیستم (کلاسپ) را به وجود آورد که معروفترین سیستم ساختمانی صنعتی مدارس است. این اقدامات کم‌کم به ساختمان منازل مسکونی هم سرایت کرد و از آن جا که نیاز به اندازه‌های استاندارد و ثابتی بود، انجمن پیمونه‌ای (مدولار) در سال ۱۹۵۳ شکل گرفت که انجام کارهای اولیه پیمونه‌ای و ارائه نظریهٔ ساختمان‌های صنعتی را عهده‌دار شد به‌طوری‌که انگلستان در این زمینه به عنوان پیشتاز معرفی شد.
در فرانسه یک مهندس ساختمان به نام آ. کاموس سیستمی را عرضه کرد که با ساختن ۴۰۰۰ واحد مسکونی برای وزارت مسکن فرانسه، موجب شهرت او شد؛ با همین سیستم بود که لوکوربوزیه اولین مرکز فراغت را ساخت.

## خانه‌های ژاپنی
آثار نخستین سکونتگاه‌های مردم ژاپن از سه هزار سال قبل از میلاد، در گودالهایی که نوع آن در چینکهن نیز دیده می‌شود. این گونه خانه‌ها در شرق و شمال ژاپن به فراوانی پیدا شده‌است. عوامل مهمی در معماری ژاپن تأثیرگذار بوده از جمله وفور جنگلهای بزرگ و استفاده از چوب در ساخت بناها.
به غیر ازمصالح چوبی که گونهٔ حاکم در معماری قدیم ژاپن است، از آجر وخاک رس به صورت محدود برای سفال‌های بام و اندود کردن دیوار استفاده می‌شده‌است.
از چوب هم بر اساس نوع درخت و پوشش استفاده می‌شده‌است. مثلاً در قسمت جنوب از بامبو و در قسمت مرکز و شمال از نوعی سرو به نام هینوکی استفاده می‌شده‌است اما عامل اصلی استفاده از این نوع درختان مقاومت خوب در برابر عوامل جوی است.
استفاده از پوست درختان و ساقه برنج (گالی یا وارا) و ماده‌ای به نام کایا در پوشش خارجی بامهای شیب دار مورد مصرف بوده‌است.
انواع معروف پوشش بامها در ژپن به صورت زیر بوده‌است:
1. دو شیبه کریزوما
2. چهار شیبهٔ محدب یا هوگیو
3. چهار شیبهٔ سه تیغ دار یا شیکو
4. چهار شیبه شکسته یا ایویمویا

استخوان بندی آن بیشتر از تیرها و تیرچه‌ها از جنس بامبو می‌باشند و اتصالها از جنس طناب‌های گیاهی است. برای پوشش سقف از گالی و پوست درخت هینوکی و همچنین سفال در دو نوع تخت و منحنی استفاده می‌شده‌است. برای پوشش سطح اتاق‌ها و همچنین نشستن و خوابیدن از تاتامی استفاده می‌کردند (تاتامی همان حصیر از ساقهٔ برنج است). از تاتامی به عنوان واحد اندازه‌گیری در ساختمان استفاده می‌کردند.
تحمل بار بوسیلهٔ ستون‌ها بوده و دیگر نیازی به دیوارهای حمال نبوده از این رو از جداره‌های سبک و مشبک برای جداسازی فضا استفاده می‌کردند.
نوع دیگر ساختمان در شرق ژاپن تاتانا است دارای پلان چهار گوش و طبقهٔ پایین آن ۲ الی ۳ پا، پایین‌تر از زمین قرار داشته‌است و بوسیلهٔ دیرک استخوان بنندی آن را تشکیل می‌داده و بر روی آن ۲ تیر و۲ تیرچه قرار می‌دادند تیرهای مایلی هم بر رو ی آ «گذاشته که در نهایت شیب بنا را شکل می‌دهد
نوع تکامل یافته تر آن به دلیل رطوبت زیاد در بعضی مناطق بالاتر از کف زمین ساخته می‌شود. یک نوع آن که با زیرسازی با سنگ و کمی بالاتر از سطح زمین است هیراکی نام دارد اما تاکایوکا کاملاً از سطح زمین بالاتر قرار می‌گیرد و پوشش آن بوسیلهٔ ۲ ستون که در انتهای ۲ ستیغ آن قرار می‌گیرد.
فضای عملکردی خانه‌های کشاورزی به ۲ قسمت نشیمن و کارهای روزانه و دیگری استراحت و خواب تقسیم می‌شود و رفته رفته در طبقه همکف به ۲ و سپس ۴ اتاق تقسیم می‌شود.

## مرکز اروپا، آلمان
آلمان واسطهٔ تبادل فرهنگشرق و غرب
نوع مصالح مورد استفادهٔ آ «بوم آورد بوده‌است. از مصالح چوبی به دو صورت استفاده می‌شده‌است
- در همهٔ سازه‌ها، عمودی افقی و پوشش‌ها از چوب
- در بعضی مناطق دیوارهای حمال از سنگ یا آجر ساخته شده و پوشش و استخوان بندی از چوب می‌باشند.

شیب بامهای ساختمان‌های آلمان
- دو شیبه با شیب بسیار زیاد به نام کلبالنکنداخ
- دو شیبه با شیب ملایم به نام پفتنداخ

شکل ساختمانی خانه‌های آلمان
جنوب آلمان
قسمت مسکونی، اصطبل، انبار علوفه و … همگی در زیر یک سقف بوده‌است
مرکز و شمال شرق آلمان
کلیهٔ فضاها در اطراف یک حیاط و در سه قسمت مجزا
- در بعضی از نقاط دیگر قسمت مسکونی و اصطبل در کنار هم و انبار علوفه در محل دورتری قرار می‌گرفتند.

### انواع خانه‌های برونگرای آلمان
- ساختمان چوبی، پوشش شیب دار و قسمت کرسی آن سنگی است. طویله در همین قسمت و فضای بالا محل سکونت و انبار علوفه است.
- خانهٔ کوهستانی باواریا: مصالح ترکیبی چوب و سنگ، پوشش دو شیبه با شیب ملایم، وجود بالکن در چهار طرف و در همین طبقات
- خانه‌های آلمان مرکزی: استخوان بندی چوبی دیوار سنگی، شیب پوشش بسیار زیاد با استفاده از سفال عایق بندی می‌شود.
- پلان چهار گوش و یک طبقه، فضای مختلف حول یک سالن بزرگ که محل نگهداری دام بوده، قرار می‌گرفته‌است. پوشش آن شیب زیاد و با نی و دیگر مصالح گیاهی ساخته می‌شده‌است.

معروفترین خانه‌های آلمان گیلبل هاس و تراوفن‌ها هستند.

## ایتالیا
گونه‌های اولیه دارای پلانی چهار گوش با مصالحی از سنگ لاشه و به صورت خشکه بر روی هم چیده می‌شد نوع اولیهٔ ساختمان‌ها فقط دری به بیرون داشت اما بعد از مرور زمان پنجره‌ای نیز برای آن تعبیه شد. پوشش نما سنگی بوده‌است.
تراولی‌ها در جنوب شرقی ایتالیا، پلان دایره‌ای استفاده از سنگ به صورت خشکه چین، دیوار را ساخته و طاق آن را به صورت پله پله‌ای می ساختندو از لحاظ ایستایی هیچ گونه نیروی رانشی ایجاد نمی‌کند.
در گونهٔ برونگرای ردیفی مصالح از سنگ و در مناطق محدود از آجر و از ملات‌ها بررای اتصال سنگ استفاده می‌کردند. عنصر تازه‌ای که بیشتر استفاده می‌شد طاق است. نوع طاق‌ها بنا بر موقعیت محل متفاوت است اما بیشتر از طاقهای آهنگ و طاقهای ترکین استفاده می‌شده‌است.
- خانه‌های برونگرای ردیفی عناصر اصلی تشکیل دهندهٔ بافت شهری فلورانس است. خانهی برونگرا بدون در نظر گرفتن پله و طبقهٔ همکف ۱۰۰ الی ۲۰۰ متر زیر بنا داشته‌است. هر خانه دارای دو نما یکی به طرف مسیر و یکی به طرف فضای خالی که برای گسترشبعدی واحد مسکونی در نظر گرفته شده‌است

در خانه‌های مؤخر پنجره در هر نما در طبقهٔ همکف دو ورودی یکی برای وارد شدن به قسمت مسکونی و دیگری برای ورود به سایر عملکردها وجود داشته‌است.